# Saul Bass
Saul Bass (New York, 1920. május 8. – Los Angeles, 1996. április 25.) amerikai grafikus, tervező, filmrendező. Számos nagy amerikai cég- és filmarculat tervezője volt. Olyan nagy rendezőkkel dolgozott együtt, mint Alfred Hitchcock, Stanley Kubrick, Otto Preminger, Billy Wilder és Martin Scorsese, valamint olyan cégek logóját tervezte, mint a United Airlines, az AT&T és a Minolta.

## Élete
1920. május 8-án Bronxban született, kelet-európai, emigráns zsidók gyermekeként. A bronxi James Monroe középiskola elvégzése után egy manhattani művészeti iskolában (Art Students League) tanul.
1944-46-ig munka mellett a Brooklyni egyetemen tanul a Magyarországról kivándorolt Kepes Györgynél. Kepes megismerteti vele a Moholy-Nagy László által művelt Bauhaus-stílust és az orosz konstruktivizmust.
Kezdetben szabadúszó grafikusként dolgozik New Yorkban reklámcégeknek és filmvállalatoknak, olyanoknak, mint a Warner Bros.. 1946-ban Los Angelesbe költözik, ahol továbbra is művészként dolgozik a reklámiparban. Később saját céget alapít „Saul Bass & Associates” néven (1978-ban a cég neve Saul Bass/Herb Yager and Associates). 1954-ben kapja első megbízását Otto Preminger rendezőtől, a „Carmen Jones” című filmje plakátjának megtervezésére, ami annyira megtetszik a rendezőnek, hogy a film főcímének grafikai kialakítását is rábízta. Saul Bass ebben a meghatározó munkájában a főcím alatt futó grafikával ráhangolta a nézőket a film témájára és hangulatára, ezzel fokozva a filmélményt.  A filmiparban feltűnést kelt és azonnal elismertté válik az 1955-ben bemutatott „Az aranykezű férfi” (The Man with the Golden Arm) című film főcímével végzett munkája után (a film témája egy heroinfüggő dzsessz-zenész küzdelme a saját káros szenvedélye ellen - ez tabutémának számított az 1950-es évek Amerikájában). 1962-ben feleségül veszi korábbi asszisztensét, Elaine Makaturát (1956-ban lett a stúdió alkalmazottja), akivel később is közösen dolgoznak egy-egy projekten. Egy fiuk és egy lányuk született. Ezután számos filmnek és cégnek a mai napig meghatározó arculatát tervezte meg, ezen felül az 1984-es Los Angeles-i olimpia játékok plakátja is az ő munkája. A legkülönfélébb stílusú, témájú filmek főcímeit tervezte nagyjából negyven éven keresztül.
Martin Scorsese a maga számára az 1990-es években fedezte fel, őt és feleségét (Elaine Bass) bízta meg a Nagymenők (Goodfellas, 1990), a „Cape Fear – A rettegés foka” (Cape Fear, 1991), „Az ártatlanság kora” (The Age of Innocence, 1993) és a Casino (1995) főcímének munkáival. Ez utóbbi film volt Saul Bass utolsó filmes munkája.
1996. április  25-én Los Angelesben, a Cedars-Sinai Medical Center-ben hunyt el non-Hodgkin limfómában (NHL).
Szellemi örökségének tekinthető, hogy az 1960-as években játszódó egyes filmek tiszteletből a munkáira jellemző grafikát alkalmaznak a film bevezetőjében. Ilyen például a Kapj el, ha tudsz (Catch Me If You Can, 2002), és az X-Men: Az elsők (X-Men: First Class, 2011), és sok más.

## Díjak, elismerések
elnyert díjak
- 1965, Velencei filmfesztivál, San Marco oroszlánja díj, kategória: legjobb film a felnőtté válásról -   The Searching Eye (1964)
- 1969, Oscar-díj, kategória: legjobb dokumentumfilm, rövidfilm - Why Man Creates (1968)
- 1984, Fantafestival, különdíj - Quest (1984)
- 1994, Sitges - Catalonian International Film Festival, „Time-Machine” tiszteletdíj

jelölések
- 1978, Oscar-díj, kategória: legjobb rövidfilm - Notes on the Popular Arts (1978)
- 1980, Oscar-díj, kategória: legjobb rövidfilm - The Solar Film (1980). Megosztva kapta: Michael Britton

## Munkái

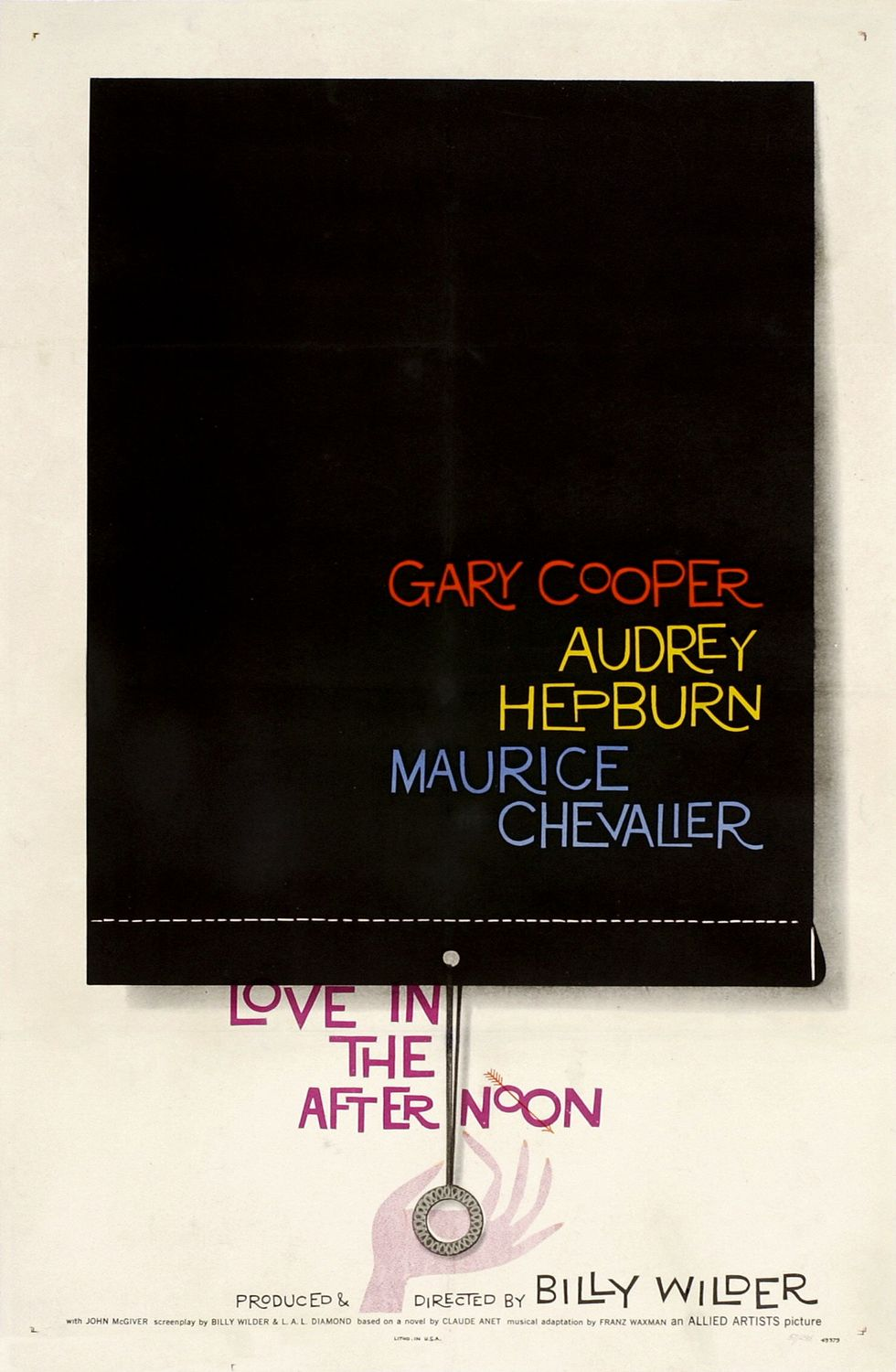
Délutáni szerelem (1957)

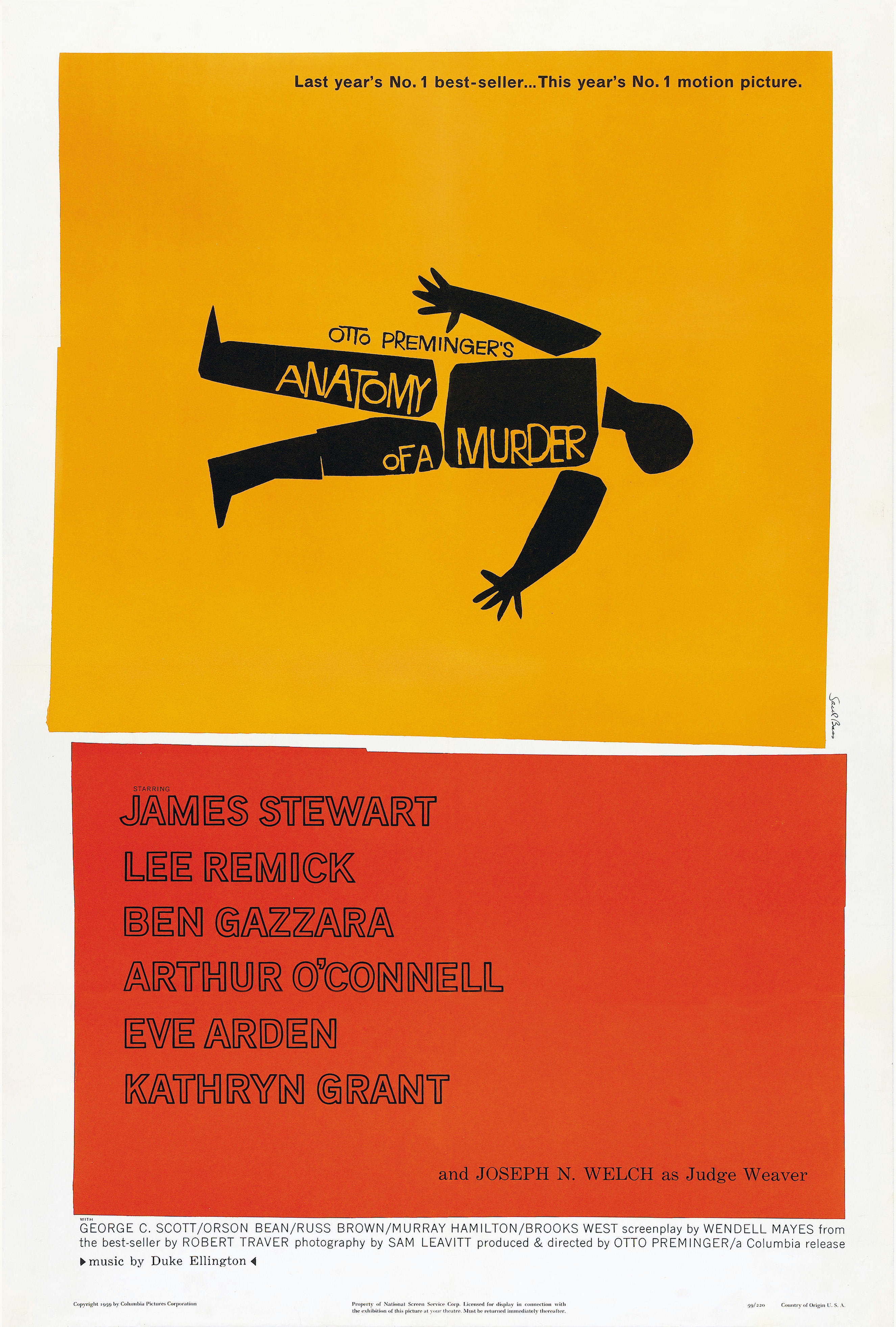
Egy gyilkosság anatómiája

### Mozifilmek
- Szédülés (Vertigo - Alfred Hitchcock)
- Észak-Északnyugat (North by Northwest - Alfred Hitchcock)
- Psycho - Alfred Hitchcock
- Egy gyilkosság anatómiája (Anatomy of a Murder - Otto Preminger)
- Spartacus - Stanley Kubrick
- Ragyogás (The Shining - Stanley Kubrick)
- Nagymenők (Goodfellas - Martin Scorsese)
- A rettegés foka (Cape Fear - Martin Scorsese)
- Az ártatlanság kora (The Age of Innocence) - Martin Scorsese
- Schindler listája (Schindler's List - Steven Spielberg)
- Casino - Martin Scorsese

### Céges arculatok és logók
- United Airlines
- AT&T
- Minolta
- Esso
- BP
- Continental Airlines

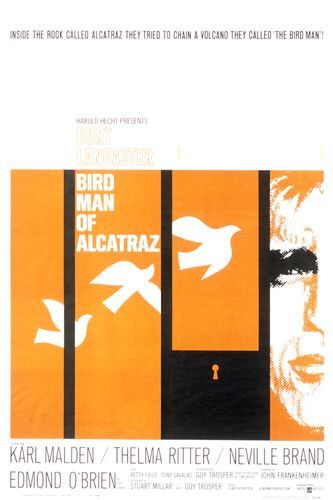
Birdman of Alcatraz
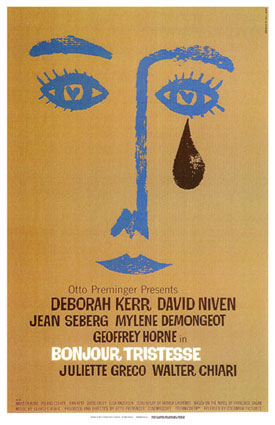
Bonjour tristesse
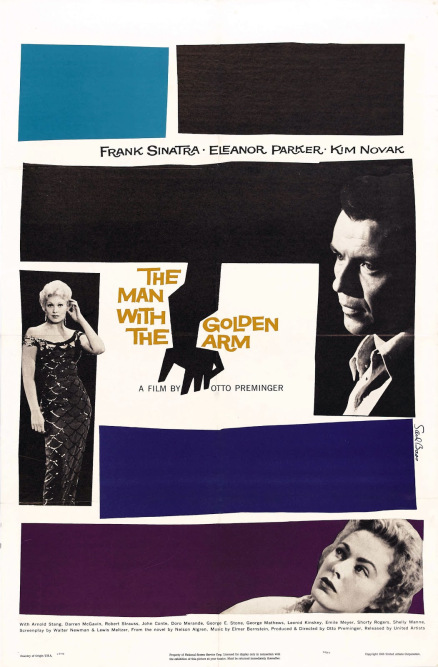
The Man with the Golden Arm
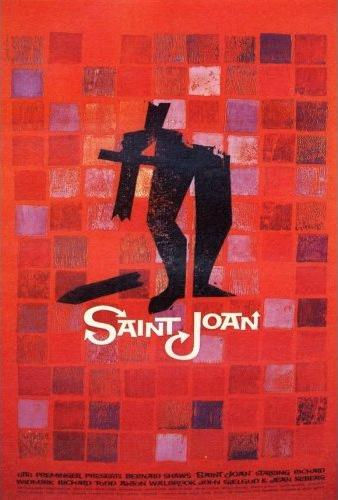
Saint Joan
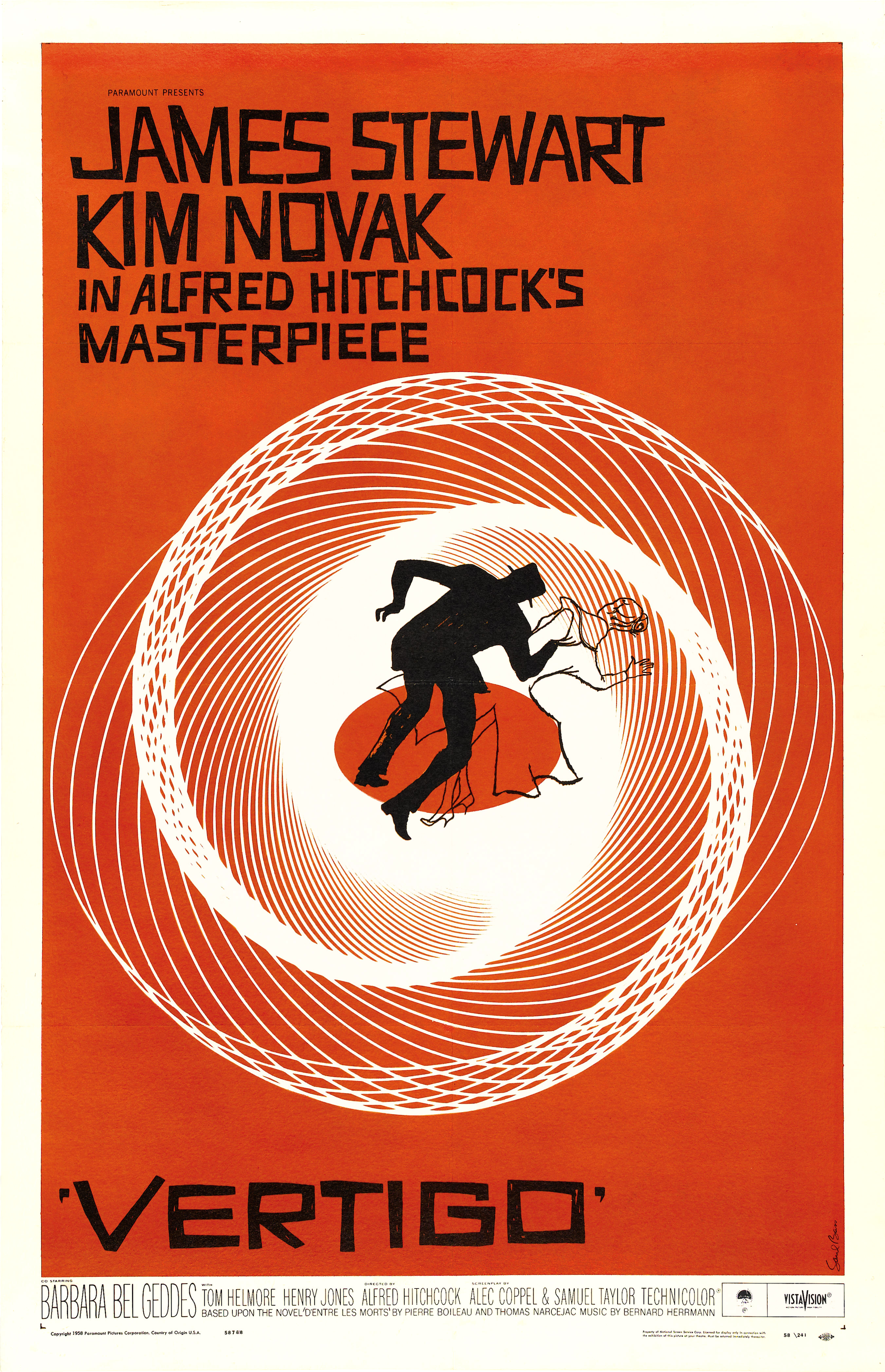
Vertigo

## Róla szóló könyvek
- Nelson, G.: Saul Bass, New York, 1967
- Morgenstern, Joe: Saul Bass: A Life in Film Design, Santa Monica, 1997

## További információ
- Hivatalos oldal
- Saul Bass az Internetes Szinkronadatbázisban (magyarul)
- Saul Bass az Internet Movie Database-ben (angolul)
- Saul Bass a Rotten Tomatoeson (angolul)